# Poison (canción de Nicole Scherzinger)
«Poison» es una canción de la artista hawaiana Nicole Scherzinger, lanzada el 13 de octubre de 2010 como el primer sencillo de su primer álbum en solitario, Killer Love. Fue producida por RedOne y es claramente diferente a los anteriores intentos de Scherzinger como artista solista. «Poison» está respaldada con potentes sintetizadores y con un pulso dance-pop. Es una de las varias canciones producidas por RedOne que aparecen en el próximo álbum de Scherzinger. El sencillo fue lanzado como descarga digital con dos pistas y siete pistas remezcladas en el extended play.
«Poison» ha recibido críticas positivas de los críticos más prestigiosos del mundo de la música, elogiando su nuevo sonido y potente energía, pero algunos criticaron la canción por ser demasiado genérica. Scherzinger interpretó «Poison» en vivo por primera vez en The X Factor el 28 de noviembre de 2010, coincidiendo con el lanzamiento de la canción en Reino Unido. Tanto los jueces del programa como la audiencia le dieron una ovación de pie. Más tarde, los medios de comunicación alabaron su actuación calificando su energía, la coreografía y su voz en directo.
Un vídeo musical, dirigido por Joseph Kahn, filmado en octubre de 2010. ve a Scherzinger asumir el papel de una superheroína y cambia entre una chica buena y su personalidad de chica mala. «Poison» alcanzó el tercer puesto en la UK Singles Chart, así como el n.º 1 en Escocia y el n.º 7 en Irlanda, convirtiéndose en uno de los sencillos más exitosos de Scherzinger como artista solista.

## Antecedentes
En el 2007, Scherzinger estuvo planeando el lanzamiento de su álbum debut como solista bajo el título Her Name is Nicole. El lanzamiento fue precedido por el lanzamiento de cuatro sencillos: «Whatever U Like» (con T.I.), «Baby Love» (con will.i.am), «Puakenikeni» (con Brick & Lace) y «Supervillian»; pero ninguna tuvo un ingreso significativo en la lista Billboard Hot 100. «Baby Love» tuvo un éxito moderado al lograr entrar al top 20 en Europa. Después de una serie de intentos el proyecto fue posteriormente desechado a pedido de Scherzinger. En una entrevista a una revista, declaró: 

Fue mi decisión no sacar el disco a la venta. No me botaron. De hecho, muchas de mis canciones en solitario fueron incluidas en el segundo álbum de las Pussycat Dolls, Doll Domination, así que estoy muy feliz de que la gente haya podido escuchar canciones como «Happily Never After» y «When I Grow Up». La canción «I Hate This Part» también fue originalmente para mi primer álbum."

En mayo del 2010, la revista Rap-Up informó que Scherzinger iba a relanzar su carrera como solista con una power ballad llamada «Nobody Can Change Me». La canción se grabó en una sesión de estudio durante la noche mientras ella competía en la décima temporada del programa de telerrealidad estadounidense Dancing with the Stars, y fue terminada el 23 de mayo de 2010, lista para su estreno el día siguiente en el programa de radio de Ryan Seacrest KIIS FM. El sitio web Idolator no se impresionó con el «tono pegadizo» de la canción, aduciendo que la «falta de sensualidad», «mensaje poco inspirador» y la «voz chillona» de Scherzinger «no le hicieron ningún favor a la canción». Sin embargo, a Amos Barshad de la revista New York le gustó la canción, afirmando que en ella «no hay presencia de la sensualidad forzada de ninguna de las Pussycat Dolls» y que en lugar de eso «suena como algún descarte de un álbum de Kelly Clarkson».
Después, en agosto de 2010, el productor musical marroquí RedOne fue entrevistado por la BBC. En la entrevista reveló que había estado trabajando en el álbum de Scherzinger. «Acabó de terminar su álbum. El otro no salió porque estaba recogiendo las hamburguesas, al igual que la comida rápida. Uno de McDonalds, una de Burger King, y así sucesivamente. Sabía bien, pero no era consistente. Con su nuevo disco la gente realmente se va a volver loca al respecto porque es su verdadero yo».El novio de Scherzinger Lewis Hamilton eligió «Poison» como el primer sencillo del álbum. El video se estrenó en su cuenta oficial de YouTube el 14 de octubre de 2010, antes de ser lanzado en el Reino Unido el 28 de noviembre de 2010.

## Listas y certificaciones
| Lista (2010)                                | Mejor posición |
| ------------------------------------------- | -------------- |
| Bélgica (Valonia) (Ultratip Bubbling Under) | 15             |
| Irlanda (IRMA)                              | 7              |
| Eslovaquia (Rádio Top 100)                  | 2              |
| Reino Unido (UK Singles Chart)              | 3              |

| País (Organismo certificador) | Certificaciones | Ventas certificadas | Ref.   |
| ----------------------------- | --------------- | ------------------- | ------ |
| Reino Unido (BPI)             | Plata           | 200 000             | [ 15 ] |